# Claoxylopsis purpurascens
Claoxylopsis purpurascens är en törelväxtart som beskrevs av Radcl.-sm.. Claoxylopsis purpurascens ingår i släktet Claoxylopsis och familjen törelväxter. Inga underarter finns listade i Catalogue of Life.